# La Chose (dispositif d'écoute)
Pour les articles homonymes, voir La Chose.

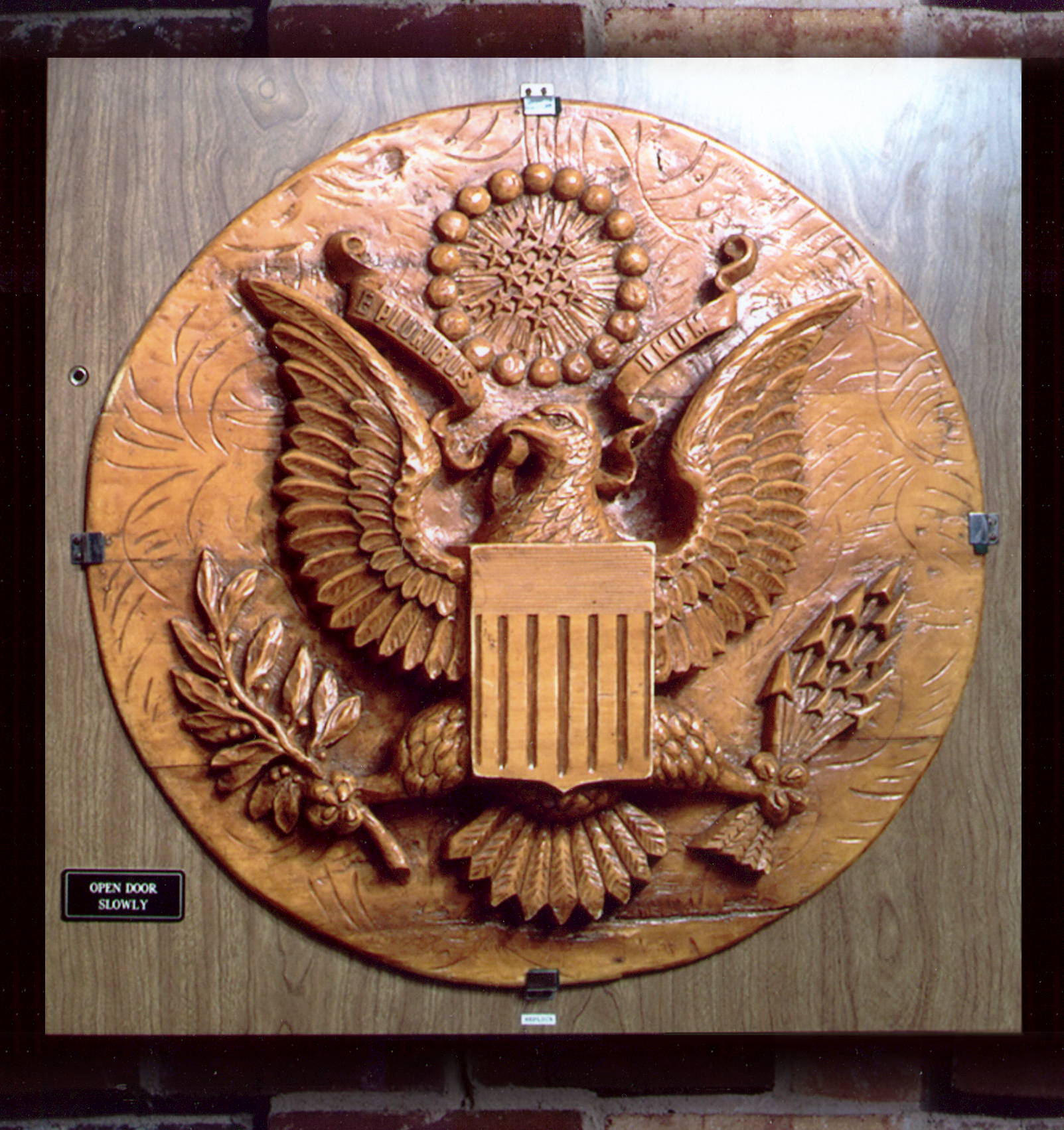
« La Chose ».

« La Chose » ou « la puce du Grand Sceau » (en anglais : The Thing ou Great Seal bug) est l'un des premiers dispositifs d'écoute cachés utilisant une technique passive pour transmettre un signal audio. Il est dissimulé à l'intérieur d'un cadeau donné comme un « geste d'amitié » par les Pionniers soviétiques à l'ambassadeur américain à Moscou William Averell Harriman le 4 août 1945.
Parce qu'il est à fonctionnement passif, étant mis sous tension et activé par de l'énergie électromagnétique à partir d'une source extérieure, nommé le signal de Moscou, il est considéré comme un prédécesseur de la technologie de radio-identification (RFID),.
Le cadeau, présenté sous la forme d'un grand sceau des États-Unis sculpté dans du bois, et le dispositif sont une création du physicien russe Lev Sergueïevitch Termen. Il reste sept années à la Spaso House avant d’être découvert par accident en 1952. La découverte reste cachée jusqu'à sa mention à la suite de l'incident de l'U-2 en 1960.
Il est depuis conservé au National Cryptologic Museum de la National Security Agency (NSA).

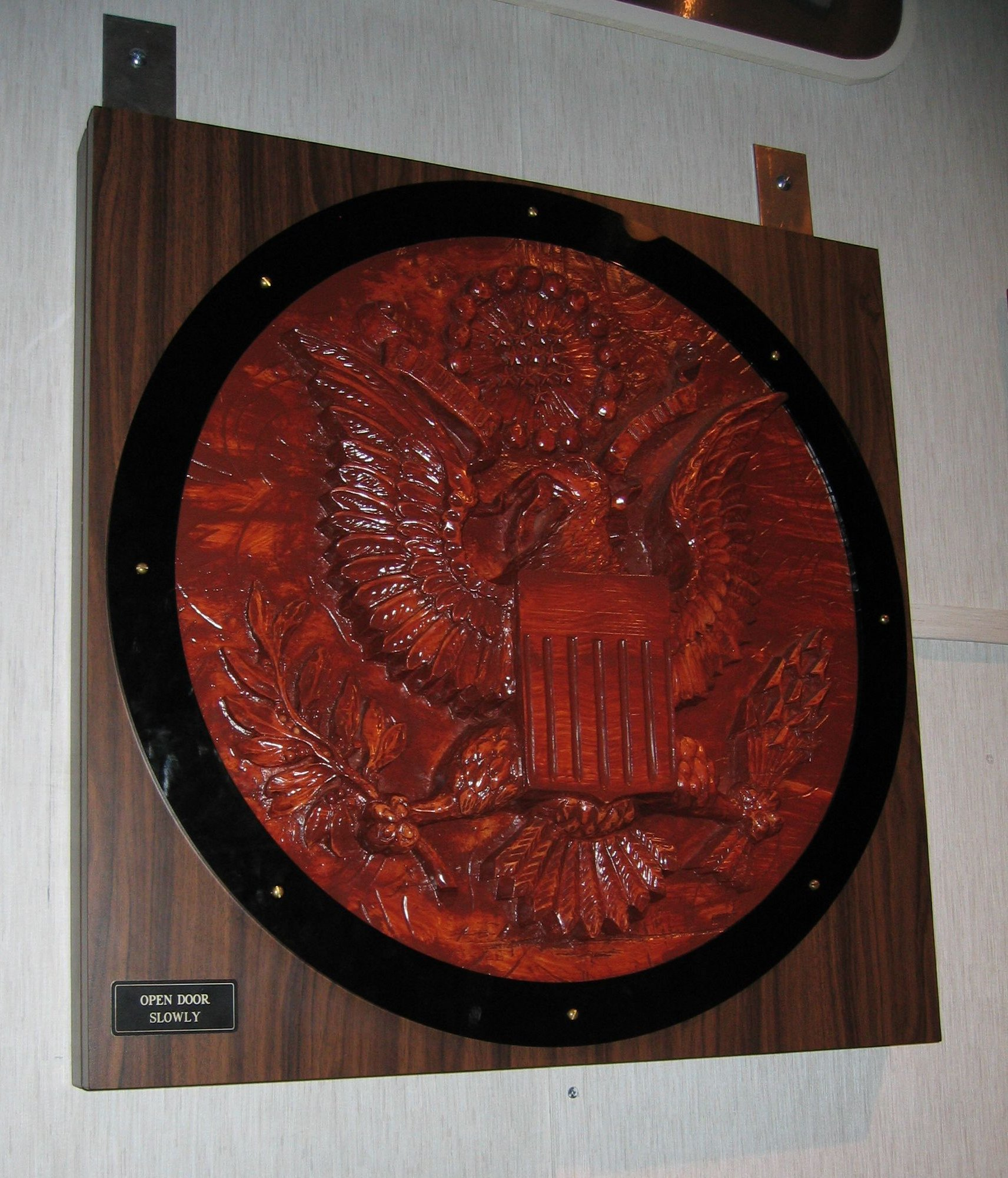
Sceau.
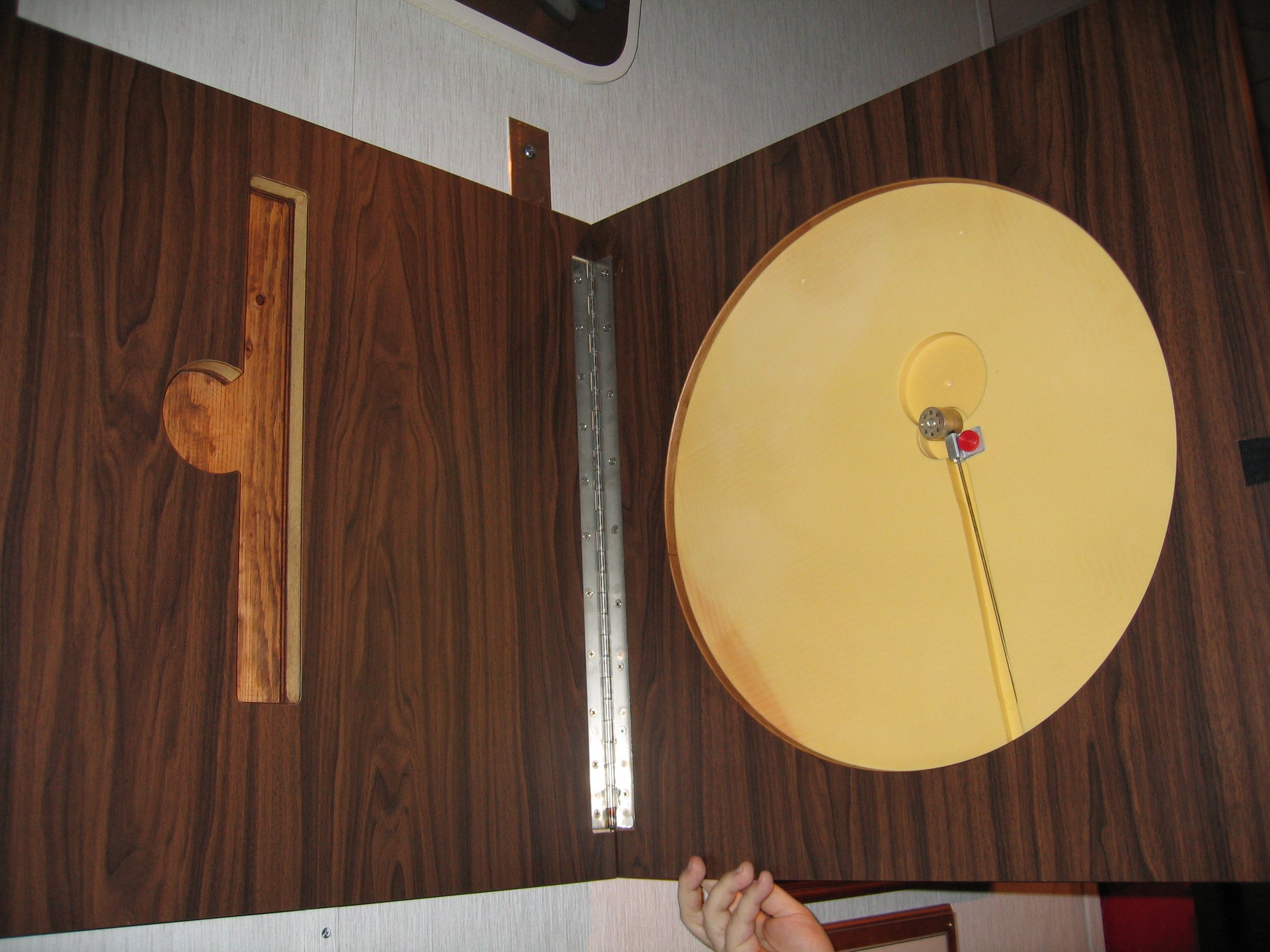
Dispositif caché dans le sceau.